# Alfred Moore Gatlin
Alfred Moore Gatlin (* 20. April 1790 in Edenton, Chowan County, North Carolina; † 23. Februar 1841 in Tallahassee, Florida) war ein US-amerikanischer Politiker. Zwischen 1823 und 1825 vertrat er den Bundesstaat North Carolina im US-Repräsentantenhaus.

## Werdegang
Alfred Gatlin genoss eine gute Grundschulausbildung in New Bern. Anschließend studierte er bis 1808 an der University of North Carolina in Chapel Hill. Nach einem Jurastudium und seiner Zulassung als Rechtsanwalt begann er in diesem Beruf zu arbeiten. Politisch wurde Gatlin Mitglied der Demokratisch-Republikanischen Partei. Als sich diese Partei in den 1820er Jahren in mehrere Flügel spaltete, schloss er sich der Fraktion um William Harris Crawford an.
Bei den Kongresswahlen des Jahres 1822 wurde Gatlin im ersten Wahlbezirk von North Carolina in das US-Repräsentantenhaus in Washington, D.C. gewählt, wo er am 4. März 1823 die Nachfolge von Lemuel Sawyer antrat. Da er bei den folgenden Wahlen gegen Sawyer verlor, konnte er bis zum 3. März 1825 nur eine Legislaturperiode im Kongress absolvieren. Dort erlebte er den turbulenten Präsidentschaftswahlkampf des Jahres 1824, der schließlich im Kongress entschieden wurde.
Nach seinem Ausscheiden aus dem US-Repräsentantenhaus zog sich Alfred Gatlin aus der Politik zurück. Er starb am 23. Februar 1841 in Tallahassee im damaligen Florida-Territorium.